# Podhum (Jelenje)
Pour les articles homonymes, voir Podhum.
Podhum est une localité de Croatie située dans la municipalité de Jelenje, comitat de Primorje-Gorski Kotar. En 2001, la localité comptait 1 343 habitants.

## Histoire
Le 12 juillet 1942, les forces d'occupation italiennes assassinent une centaine de civils croates du village lors du (en) massacre de Podhum.

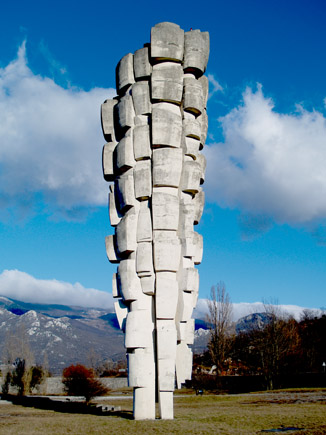
Mémorial en souvenir des civils assassinés en 1942.

## Démographie
| 1948 | 1953 | 1961  | 1971  | 1981  | 1991  | 2001  |
| ---- | ---- | ----- | ----- | ----- | ----- | ----- |
| 624  | 913  | 1 060 | 1 201 | 1 141 | 1 187 | 1 343 |